# پوماپونکو

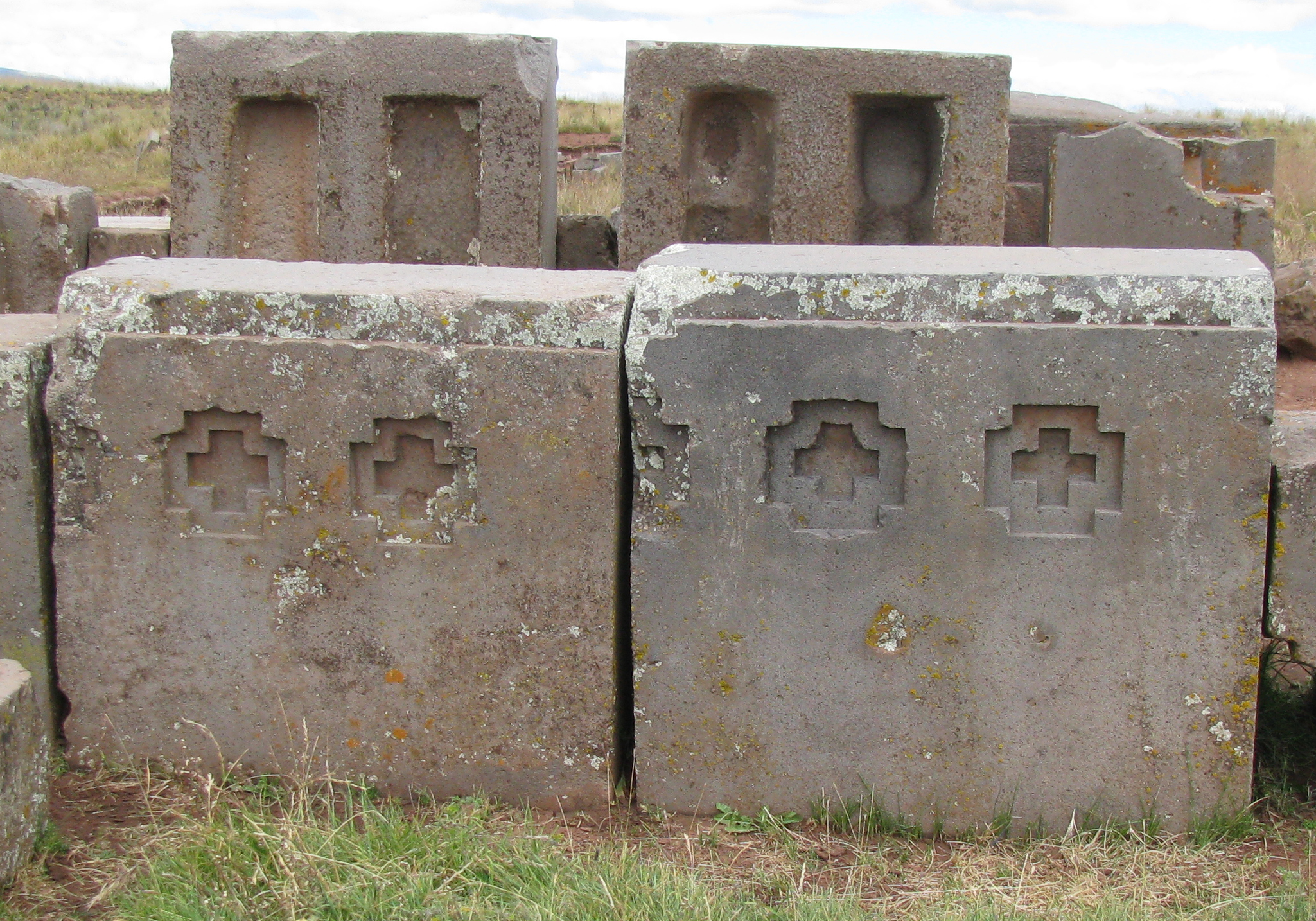
یکی از نشانه‌های تراشیدن دقیق در ساخت سنگ

پوما پونکو یا پوما پومکو (به انگلیسی: PumaPumku ,Pumapunku) یک ساختار سنگی به شکل مقبره که یکی از قسمت‌های منطقه تیاهواناکو در بولیوی است. تیاهواناکو بخش مهمی از تمدن اینکا بوده‌است که وابسته به تمدن پیش از کشف آمریکا به دست اروپاییان می‌باشد. پوما پونکو که به معنی راهرو پوما است، به داشتن سنگ‌های عظیم، پیچیدگی طراحی و دقت فوق العاده‌ای که در برش و طرز قرارگیری آن‌ها دیده می‌شود، شناخته شده‌است. در پوما پونکو سنگ‌ها جوری در کنار یکدیگر چیده شده‌اند که نمی‌توان یک تیغه چاقو را در میان آن‌ها قرار داد. همچنین این سنگها به نوعی تراش خورده اند که حتی با تکنولوژی امروزی که در سال ۲۰۱۷ هستیم هنوز نمی‌توانیم در ارتفاعاتی آنچنان حتی با تکنو لوژی لیزر هم سنگهای گرانیت و دیگر جنسهارا اینطور دقیق و حساب شده تراش بدهیم در قسمتهایی از این بنا برای محکم کاری سوراخهایی مابین این سنگها ایجاد کرده اند با ظرافت سوراخی که یک مته الماسه میتواند در سنگ ایجاد کند و با قرار دادن یک پین فلزی این سنگها را در جای خود محکم کرده اند با توجه به این ویژگی‌ها، پوما پونکو اغلب به عنوان دلیلی است که زمین توسط بیگانگان یا موجودات افسانه‌ای دیگری مورد بازدید قرار گرفته است که در ساخت بناهای سنگی بسیار از انسان‌ها پیشرفته‌تر بودند. در حال حاضر فقط از آن چندین گروه از سنگ‌های روی هم انباشته شده باقی مانده‌است.
تیاهواناکو واقع در بولیوی، بالای حوزهٔ تیتیکاکا، حدود ۱۰کیلومتر با دریاچه تیتیکاکا فاصله دارد. حوزهٔ تیتیکاکا ۳۸۰۰ متر از سطح دریا ارتفاع دارد که نیمی از آن در پرو و نیمه دیگر در بولیوی، و درست در مرز دریاچه تیتیکاکا است. فرهنگ تیاهواناکو به قبل از امپراتوری اینکا بر می‌گردد و از آنجایی که آن‌ها دارای هیچ یک از زبان‌های نوشتاری که ما می‌دانیم نیستند، تاریخ خود را تا حد زیادی از باستان شناسی‌های امروزی دارند.